# Шодьєр (міст)
Міст Шодьєр (фр. Pont de la Chaudière, англ. Chaudiere Bridge) — міст через річку Оттава. Розташований на відстані близько 1 км на захід від Парламентського пагорба. Поєднує столицю Канади Оттаву з містом Гатіно в Квебеку. Названий на честь Шодьерскіх водоспадів — колись потужних, які нагадували за формою гігантський котел (фр. chaudière), але в результаті будівництва ГЕС перетворилися в серію невеликих порогів.

## Розташування
Міст з'єднує вулицю Едді в секторі Галл міста Гатіно з вулицею Бут-стріт в Оттаві. Проходить через острови Шодьєр і Вікторія. Частина моста проходить через промислову територію — будівлі заводу E.B. Eddy.

## Історія
Найперший з мостів Оттави спорудив в 1828 році на місці нинішнього моста Шодьер засновник Оттави підполковник Джон Бай. Він називався «Міст Союзу» (англ. Union Bridge) і з'єднував Байтаун (назва Оттави в той час) з промисловим селищем Райтвіль, який заснував Филемон Райт.
Основним елементом першого моста була дерев'яна арка з невеликими кам'яними арками. Міст упав 1836 року. До будівництва в 1844 році нового моста — на цей раз підвісного — на його місці існувала поромна переправа. У 1889 році міст був реконструйований — тепер він мав сталевий каркас. Сучасний міст спорудила компанія [[:en:Dominion Bridge Company|Dominion Bridge]] в 1919 році.

## Галерея

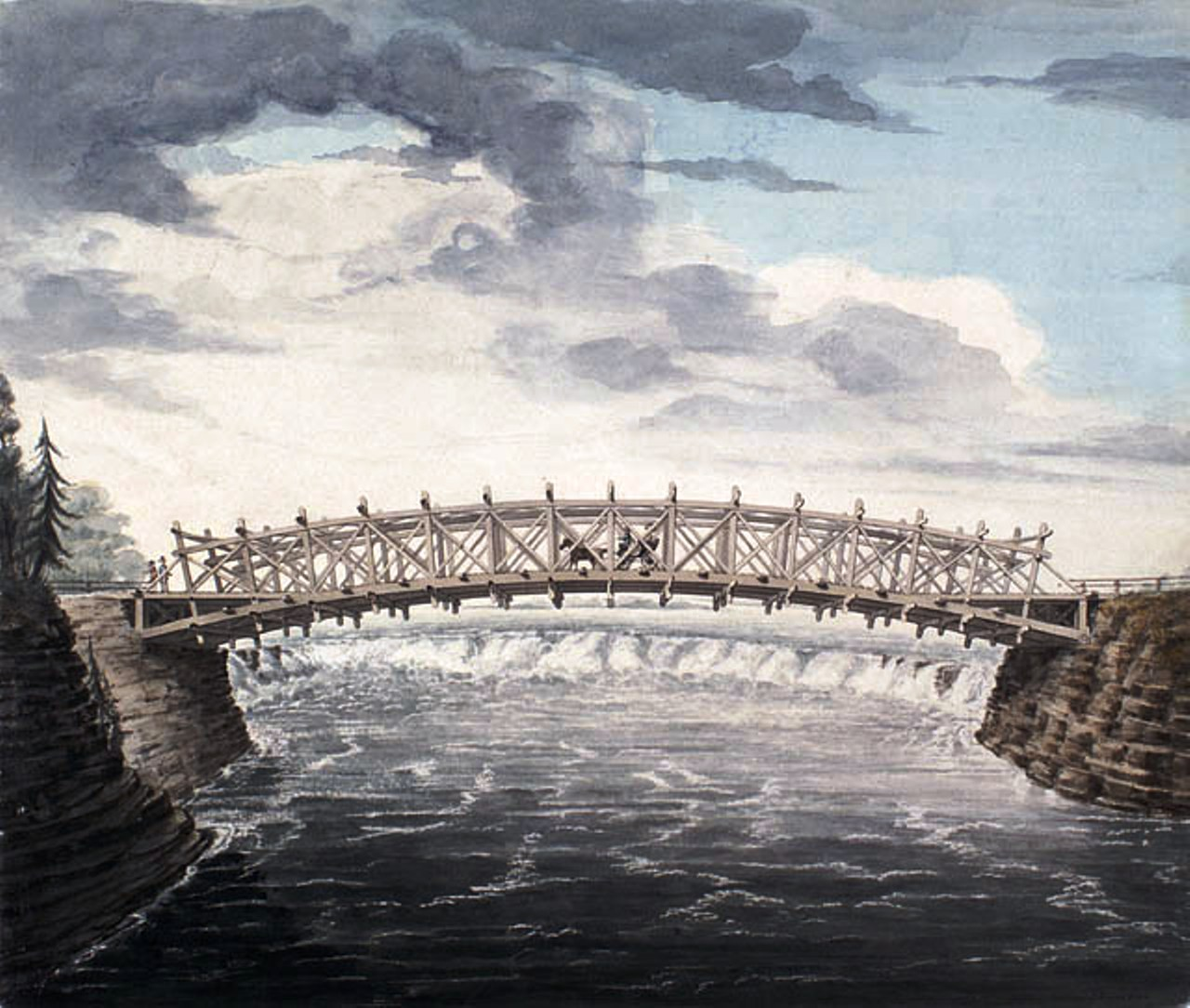
Перша версія моста (з дерев'яною аркою) (1828)
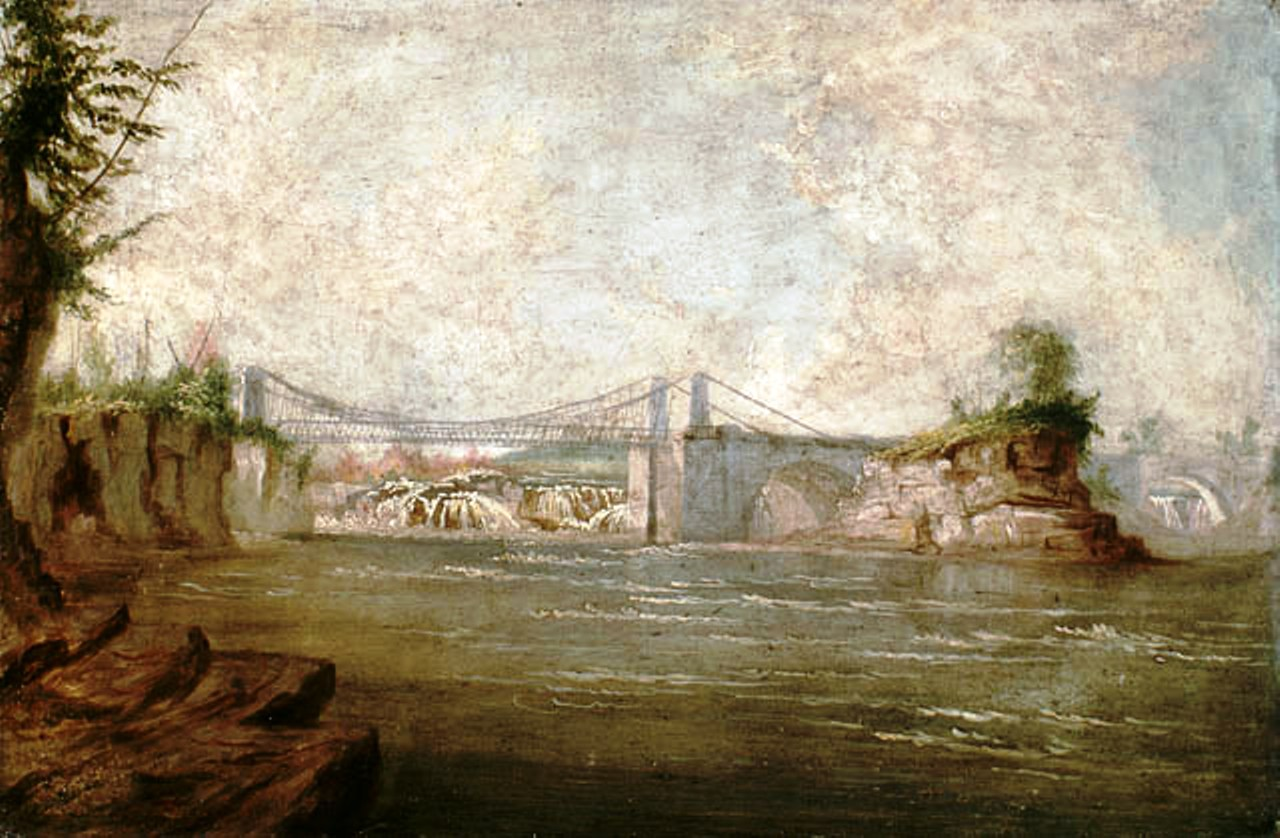
Друга версія (підвісний міст) (1845)
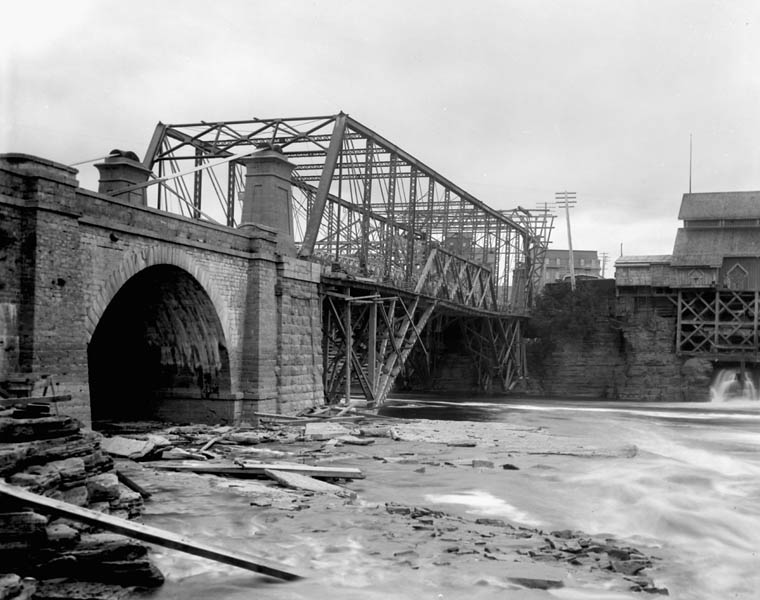
Третя версія (міст зі сталевим каркасом) (1892)